# Dyrekcjonalność (leksykografia)
Dyrekcjonalność – przeznaczenie słownika dwujęzycznego dla użytkowników jednego języka lub dwóch języków.
Monodyrekcjonalny słownik dwujęzyczny (bilingwalny) przeznaczony jest głównie dla użytkowników jednego języka. W przypadku słowników relacji polsko-niemieckiej przeznaczonych głównie dla Polaków uczących się języka niemieckiego informacje gramatyczne (np. o formach fleksyjnych) czy fonetyczne znajdują się przy hasłach lub ekwiwalentach niemieckich. Skróty odnoszące się do kwalifikatorów i inne objaśnienia (glosy) są sformułowane w języku polskim.
Bidyrekcjonalny słownik dwujęzyczny jest przeznaczony w równym stopniu dla użytkowników języka wyjściowego i języka docelowego. Ilość informacji gramatycznych i fonetycznych jest analogiczna dla haseł i ekwiwalentów w obydwu językach.